# Distrito de Tan Binh
Tan Binh (em Vietnameita:Tân Bình) é um dos 24 distritos da Cidade de Ho Chi Minh, no Vietnam. Está localizado na região oeste central da cidade . Com uma área total de 22,38 km², o distrito tem uma população de 430 350 habitantes, de acordo com dados de 2010. O distrito está dividido em 15 pequenos subconjuntos que são chamados de alas. 